# Das Gelobte Land (Saint-Saëns)
Das Gelobte Land (Op. 140) ist ein Oratorium von Camille Saint-Saëns. Dieses wurde 1913 englischsprachig mit dem Originaltitel The Promised Land veröffentlicht und 1914 in deutscher sowie 1916 in französischer Fassung (La Terre Promise) veröffentlicht.

## Entstehungsgeschichte
Seit seiner Jugend trug Saint-Saëns die Idee mit sich, Moses’ Auszug aus Ägypten und die Ankunft im Gelobten Land musikalisch zu verarbeiten. Im Jahre 1887 plante er dann zusammen mit dem englischen Musikkritiker und Musikpädagogen Herman Klein, der das Libretto aus Texten des 4. und 5. Buch Mose sowie den Psalmen arrangierte, ein Oratorium für die Stadt Norwich, das ursprünglich The Death of Moses heißen sollte. Saint-Saëns schrieb an Klein, dass Moses wahrscheinlich sein letztes Werk sein werde und es seine Laufbahn würdig krönen müsse. Die Behörden in Norwich waren jedoch nicht bereit, sich im Voraus auf ein Werk unbekannten Ausmaßes zu verpflichten, und das Projekt wurde auf Eis gelegt.
Im Winter 1912 nahm Saint-Saëns Kleins überarbeiteten Text mit nach Kairo und führte die Vertonung aus. Das Oratorium wurde dann für das Three Choirs Festival in Gloucester zur Aufführung im selben Jahr ausgewählt. Dort wurde sie 1913 unter Saint-Saëns' Dirigat in der Kathedrale von Gloucester uraufgeführt. Die Partitur wurde von Novello & Co verlegt und ist Alexandra von Dänemark gewidmet.
Die deutsche Fassung Das Gelobte Land mit einem von Otto Neitzel arrangierten Libretto wurde 1914 veröffentlicht, die französische Fassung La Terre Promise zwei Jahre später. Letztere wurde bei der Einweihung des Théâtre des Champs-Élysées im Jahr 1916 aufgeführt.

## Besetzung
Großes Orchester, Doppelchor, Solisten (Sopran, Alt, Tenor, Bariton, Bass) und Orgel.

## Aufführungsgeschichte
Ähnlich wie sein Oratorium Le Déluge (Die Flut), Op. 45, konnte sich auch Das gelobte Land nicht durchsetzen. In jüngerer Zeit sind nur wenige Aufführungen dokumentiert, etwa 2004 durch die Académie de Musique in der Église de la Sainte-Trinité in Paris unter der Leitung von Jeanne Roth und Jean-Philippe Sarcos oder 2021 im Rahmen des Festival Palazzetto Bru Zane à Paris.
Eine Einspielung wurde bisher nicht veröffentlicht.